# دائرة مستغانم
دائرة مستغانم إحدى دوائر الجزائر التابعة لولاية مستغانم. عاصمتها هي مستغانم.

## قائمة الهياكل الشبانية في الدائرة
- دار الشباب احمد زهانة
- دار الشباب صلامندر
- دار الشباب كاسطور
- دار الشباب زغلول
- بيت الشباب صلامندر
- بيت الشباب خروبة
- مخيم الشيباب صلامندر
- دار الشباب حي 200 مسكن